# Boškovići (gmina Laktaši)
Boškovići (cyr. Бошковићи) – wieś w Bośni i Hercegowinie, w Republice Serbskiej, w gminie Laktaši. W 2013 roku liczyła 378 mieszkańców.